# Контргард

Полуконтргарды (A) и контргард или куврфас (B) перед бастионами

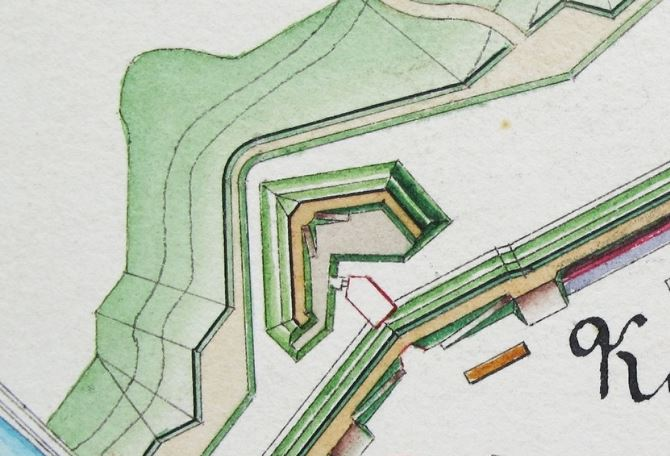
Контргард Брест-Литовской крепости, прикрывающий капонир полигонального (капонирного) фронта

Контргард (также контр-гард, фр. contre-garde, нем. kontergarde, «Gegenschutz») — внешнее вспомогательное укрепление бастионной фортификации в виде земляного вала, часто облицованного камнем, предназначенное для защиты от прямого артиллерийского обстрела бастиона или равелина (отсюда ещё одно название — контр-равелин), реже — капонира. Возводится перед рвом главного крепостного вала. С напольной стороны контргард также ограждён рвом.

## Назначение и устройство
Контргард может быть сплошным, ограждая бастион спереди как демилюн (фр. demi-lune — полумесяц, серповидный, равелин). Или он разделён на два отдельных контргарда, то есть полуконтргарда, которые прикрывают фасы, оставляя открытым пространство перед шпицем, передним углом бастиона. При этом обеспечивался продольный прострел рвов перед полуконтргардами с фасов соседних бастионов. При другой компоновке, пространство перед контргардами могло простреливаться только с соседних равелинов.
Валганг контргарда мог иметь дополнительно поперечные защитные стенки — траверсы. Контргард был несколько ниже главного вала. Он использовался также для размещения на нём крепостной артиллерии.
Подобное укрепление (всегда сплошное), приспособленное только для размещения стрелков, называется «кyврфас» (кyвр-фас) (фр. couverfac [kuvrəfas], [kūwr’fāß']). Куврфас был значительно ниже главного вала, не препятствуя артиллерийской стрельбе с него.
Промежутки между соседними контргардами и равелинами или контргардами и контр-равелинами могли прикрывать люнеты, расположенные несколько впереди. Но это не исключает, что при этом контргард может также вплотную присоединяться к равелину посредством короткого вала — траверса. Траверс также участвует в активной обороне, простреливая своими орудиями ров вдоль фасов равелина.
Соседние контргарды или куврфасы, бывают слиты в непрерывный вал, образующий тенальные фронты, который окружает один или несколько бастионных фронтов главного вала. Такое укрепление называется анвелопа.
В связи с появлением в конце XIX века нарезной артиллерии, которая имела возможность вести навесной огонь на большие расстояния, оборонительное значение контргарда сошло на нет.